# Mirosławiec
Mirosławiec [mʲirɔˈswavʲɛt͡s], tyska: Märkisch Friedland, kasjubiska: Frédlądk, är en småstad i nordvästra Polen, belägen i distriktet Powiat wałecki i Västpommerns vojvodskap, omkring 100 km öster om Szczecin. Tätorten har  2 633 invånare och är centralort i Mirosławiecs stads- och landskommun med totalt 6 026 invånare (2006).
Staden har en flygbas och är högkvarter för den polska 12:e flygflottiljen.

## Kända personer från Mirosławiec
- Katharina Blümcke (1891–1976), socialarbetare och barnboksförfattare.
- Heinrich von Friedberg (1813-1895), jurist och politiker.
- Josef Liebermann (1783–1860), industrialist. Bland de mest berömda av hans barnbarn återfinns Max Liebermann, Emil Rathenau och Carl Liebermann.
- Julius Wolff (1836-1902), kirurg.